# 膜苞凤仙花
膜苞凤仙花（学名：Impatiens tenuibracteata）是凤仙花科凤仙花属的植物，为中国的特有植物。分布在中国大陆的西藏等地，生长于海拔2,100米至2,300米的地区，见于路边林缘，目前尚未由人工引种栽培。